# Byron Young (giocatore di football americano 2000)
Byron Young (Laurel, 10 novembre 2000) è un giocatore di football americano statunitense che milita nel ruolo di defensive tackle per i Philadelphia Eagles della National Football League (NFL). Al college ha giocato per l'Università dell'Alabama.

## Carriera universitaria
Young, originario di Laurel in Mississippi, iniziò a giocare a football nella locale West Jones High Scholl per poi andare a giocare college football all'Università dell'Alabama con i Crimson Tide impegnati nella Southern Conference (SEC) della Divisione I della Football Bowl Subdivision (FBS) della NCAA.
Young giocò con i Crimson Tide per quattro stagioni, dal 2019 al 2022, facendo registrare le migliori prestazioni proprio nell'ultimo anno in cui mise a segno 48 tackle, 3,5 sack, 2 passaggi deviati e un fumble forzato, risultati che gli valsero la nomina nel Second-Team All-SEC.
Il 5 gennaio 2023 Young si dichiarò eleggibile per il Draft NFL 2023, concludendo la sua esperienza al college con 139 tackle, 7,5 sack, 3 passaggi deviati e un fumble forzato.
Premi e riconoscimenti
- Second-Team All-SEC (2022)

Statistiche al college
| Stagione | Stagione | Stagione   | Stagione   | Stagione | Stagione | Difesa  | Difesa  | Difesa  | Difesa | Difesa | Difesa |
| Anno     | Squadra  | Campionato | Conference | P        | PT       | T. tot. | T. sol. | T. ass. | Sack   | Pdev   | FF     |
| -------- | -------- | ---------- | ---------- | -------- | -------- | ------- | ------- | ------- | ------ | ------ | ------ |
| 2019     | Alabama  | FBS Div. I | SEC        | 13       | 5        | 23      | 6       | 17      | 1,0    | 1      | 0      |
| 2020     | Alabama  | FBS Div. I | SEC        | 13       | 1        | 29      | 11      | 18      | 1,0    | 0      | 0      |
| 2021     | Alabama  | FBS Div. I | SEC        | 15       | 7        | 40      | 19      | 21      | 2,0    | 0      | 0      |
| 2022     | Alabama  | FBS Div. I | SEC        | 13       | 13       | 47      | 20      | 27      | 3,5    | 2      | 1      |
| Totale   | Totale   | Totale     | Totale     | 54       | 26       | 139     | 56      | 83      | 7,5    | 3      | 1      |

Fonte: Football Database
In grassetto i record personali in carriera

## Carriera professionistica

### Las Vegas Raiders
Young fu scelto nel corso del terzo giro, 70ª scelta assoluta, del Draft NFL 2023 dai Las Vegas Raiders.
Il 15 maggio 2023 firmò il suo contratto da rookie: un quadriennale da 5,7 milioni di dollari di cui 2,1 milioni garantiti alla firma.
Il 21 luglio 2023, a ridosso dell'inizio del training camp estivo, a causa di un infortunio non precisato Young fu inserito dai Raiders nella lista degli inabili all'attività per problemi fisici (PUP). Il 6 agosto 2023 Young, superato un controllo medico, poté iniziare la preparazione per la stagione. Il 29 agosto 2023 rientrò nel roster attivo dei Raiders.  Young debuttò da professionista il 10 settembre 2023 nella gara di settimana 1, la vittoria 17-16 sui Denver Broncos. La sua stagione da rookie si chiuse con 4 tackle in 6 presenze, nessuna delle quali come titolare.
Il 28 agosto 2024, il giorno dopo essere rientrato nel roster attivo iniziale per la stagione 2024, i Raiders svincolarono Young.

### Philadelphia Eagles
Il 29 agosto 2024 Young firmò con i Philadelphia Eagles.